# گاوچران‌های فضا
گاوچران‌های فضا یا کابوی‌های فضا (انگلیسی: Space Cowboys) فیلمی در ژانر علمی–تخیلی، ماجرایی، و کمدی-درام به کارگردانی کلینت ایستوود است که در سال ۲۰۰۰ منتشر شد. در این فیلم یکی از ماهواره‌های شوروی سابق از مدار خارج شده و شروع به سقوط به سمت زمین می‌کند. روسیه از ناسا درخواست کمک می‌کند و ناسا مجبور می‌شود چهار خلبان آزمایشی سابق خود را که به عنوان تیم «دادالوس» دوره‌های اعزام به فضا را طی کرده بودند را با شاتل فضایی به فضا اعزام کند.

## شرح داستان
در سال ۱۹۵۸، دو خلبان نیروی هوایی ایالات متحده و فضانوردان آینده‌نگر، ویلیام «هاوک» هاوکینز و فرانک کوروین، در حال آزمایش هواپیمای اصلاح‌شدهٔ بل ایکس-۲ هستند. هاوک تصمیم می‌گیرد رکورد سرعت و ارتفاع را بشکند، اما هواپیما از کار می‌افتد و آن‌ها مجبور به خروج اضطراری می‌شوند. آن‌ها به‌سختی از برخورد با یک بوئینگ بی-۵۰ سوپرفورترس با ناوبری به‌نام «تنک» سالیوان جان سالم به‌در می‌برند. روی زمین، فرانک به هاوک مشت می‌زند، اما جری اونیل، مهندس پرواز، دعوایشان را قطع می‌کند. رئیس آن‌ها، باب گرسن، هاوک را توبیخ می‌کند و سپس آن‌ها را به یک نشست خبری می‌برد، جایی که اعلام می‌کند سازمان تازه‌تأسیس ناسا، و نه نیروی هوایی، آزمایش‌های فضایی را بر عهده خواهد گرفت.
در زمان حال، ناسا وظیفه پیدا می‌کند از سقوط یک ماهوارهٔ مخابراتی شوروی به نام «آیکون» به زمین به‌دلیل قطع ارتباط با زمین جلوگیری کند. سامانه‌های الکترونیکی قدیمی این ماهواره مبتنی بر طراحی اسکای‌لب هستند که فرانک آن‌ها را توسعه داده بود. باب، که اکنون مدیر پروژه در ناسا است، از فرانک درخواست کمک می‌کند. فرانک هنوز از باب دل‌چرکین است، اما مشروط به این‌که تیم قدیمی‌اش «تیم دِدالوس» شامل هاوک، تنک، و جری هم درگیر مأموریت شوند، قبول می‌کند. باب قصد دارد پیش از پرتاب، فضانوردان جوان‌تری را جایگزین این چهار نفر کند. اما وقتی رسانه‌ها از ماجرا مطلع می‌شوند، معاون رئیس‌جمهور ایالات متحده باب را متقاعد می‌کند که به‌خاطر تبلیغات، باید تیم اصلی در مأموریت شرکت کند. به‌زودی تیم‌های قدیم و جدید با یکدیگر همکاری می‌کنند و فضانوردان مسن مهارت‌هایی را به نمایش می‌گذارند که بدون اتکا به رایانه‌ها آموخته‌اند.
شاتل فضایی «ددالوس» به ماهواره می‌رسد. مشخص می‌شود که این یک ماهوارهٔ مخابراتی نیست، بلکه حامل شش موشک هسته‌ای است، یادگار جنگ سرد و نقض پیمان ماورای جو. فرانک پی می‌برد که سامانهٔ کنترلی ماهواره از پرونده‌های باب توسط کاگ‌ب دزدیده شده و بدون سیگنال کنترلی از زمین ــ به‌دلیل آسیب‌دیدن فرستنده زمینی  ــ رایانه‌های ماهواره تصور خواهند کرد که فرماندهی زمینی نابود شده و به‌طور خودکار موشک‌ها را به‌سوی اهداف از پیش تعیین‌شده که اکنون نزدیک به شهرهای بزرگ هستند، شلیک می‌کنند. ناسا و خدمه تصمیم می‌گیرند با استفاده از موشک‌های کمکی، ماهواره را به اعماق فضا بفرستند تا از پرتاب هسته‌ای جلوگیری شود. اما یکی از فضانوردان جوان، ایتن گِلَنس، طبق دستورات اولیهٔ باب، سعی می‌کند ماهواره را در مدار پایدار قرار دهد. این اقدام زنجیره‌ای از حوادث را آغاز می‌کند: ماهواره با شاتل برخورد می‌کند، بیشتر سامانه‌های رایانه‌ای و موتورها آسیب می‌بینند، پنل‌های خورشیدی ماهواره نابود می‌شود، و ماهواره در مداری سریع‌تر به‌سمت زمین سقوط می‌کند؛ ایتن بی‌هوش می‌شود و با ماهواره کشیده می‌شود.
در حالی‌که تنک و جری به فضانورد مجروح، راجر هاینز، رسیدگی می‌کنند، فرانک و هاوک با راه‌پیمایی فضایی خود را به ماهواره می‌رسانند و موفق می‌شوند یکی از موشک‌های کمکی را فعال کنند و از شدت سقوط بکاهند. وقتی به ایتن می‌رسند، درمی‌یابند که تنها راه‌حل این است که کسی بر روی ماهواره باقی بماند و با استفاده از موتورهای موشک، آن را به فضای دور بفرستد. هاوک که به‌تازگی همسرش را از دست داده و فقط هشت ماه به‌خاطر سرطان لوزالمعده زنده می‌ماند، داوطلب می‌شود و امیدوار است بتواند روی ماه فرود آید و رؤیای همیشگی‌اش را محقق کند.
فرانک، تنک و جری اکنون برنامه‌ریزی می‌کنند شاتل را بر فراز آب فرود آورند، چرا که فرود عادی دشوار شده است. اما شاتل با سرعت زیادی نزدیک می‌شود. پس از خارج‌کردن ایمن ایتن و راجر، تنک و جری تصمیم می‌گیرند در کنار فرانک باقی بمانند. فرانک به مانوری که هاوک پیش‌تر استفاده کرده بود فکر می‌کند: بالا بردن زاویهٔ شاتل در مرحلهٔ «فلر» برای نزدیک کردن آن به حالت واماندگی و کاهش سریع سرعت، که در نهایت به فرودی ایمن منجر می‌شود.
فیلم با ترانهٔ «Fly Me to the Moon» از فرانک سیناترا پایان می‌یابد. دوربین به سطح ماه زوم می‌کند و نشان می‌دهد که هاوک نه تنها پیش از مرگ به ماه رسیده، بلکه به اندازه‌ای زنده مانده که در برابر تخته‌سنگی دراز بکشد و به زمین چشم بدوزد.

## بازیگران
- کلینت ایستوود
- تامی لی جونز
- دونالد ساترلند
- جیمز گارنر
- مارسیا گی هاردن
- ویلیام دیون
- لورن دین
- کورتنی بی. ونس
- جیمز کرامول
- راده سربزیا
- توبی استفنز
- بلیر براون
- باربارا بابکوک
- الی کریگ
- جان مالوری اشر